# Izotopy chloru
Chlor (17Cl) má 25 izotopů, od 28Cl po 51Cl, a dva jaderné izomery, 34mCl a 38mCl. Existují dva stabilní izotopy chloru, 35Cl (přirozený výskyt 75,76 % a 37Cl (24,24 %). Nejstabilnějším radioizotopem je 36Cl s poločasem přeměny 301 000 let. Ostatní radioizotopy mají poločas kratší než 1 hodina, většinou pod 10 s. Nejméně stabilní jsou 29Cl a 30Cl s poločasy pod 20 resp. 30 ns (poločas přeměny 28Cl není znám).

## Chlor-36
V  přírodě se vyskytují stopová množství chloru-36, průměrně přibližně 7 atomů 36Cl na 1013 atomů stabilních izotopů. 36Cl vzniká tříštěním z argonu v atmosféře Země. Pod povrchem se tvoří převážně jako výsledek záchytu neutronu jádrem 35Cl nebo záchytem mionu jádrem 40Ca. 36Cl se přeměňuje na 36Ar (98,1 %) nebo na 36S (1,9 %). Poločas tohoto izotopu jej činí použitelným pro geologické datování materiálů o stáří 60 000 až 1 milion let. Velká množství 36Cl se také utvořila ozářením mořské vody během atmosférických výbuchů jaderných zbraní v letech 1952 až 1958. Chlor-36 zůstává v atmosféře asi 1 týden a tak jej lze použít k datování vody z 50. let (i mladší) v půdě a na povrchu. Také se využívá v jiných oblastech geologie.

## Seznam izotopů
| symbol nuklidu | Z(p)              | N(n)              | hmotnost izotopu (u) | poločas přeměny | způsob(y) přeměny | produkt(y) přeměny | jaderný spin | reprezentativní izotopové složení (molární zlomek) | rozmezí přirozeného výskytu (molární zlomek) |
| symbol nuklidu | excitační energie | excitační energie | excitační energie    | poločas přeměny | způsob(y) přeměny | produkt(y) přeměny | jaderný spin | reprezentativní izotopové složení (molární zlomek) | rozmezí přirozeného výskytu (molární zlomek) |
| -------------- | ----------------- | ----------------- | -------------------- | --------------- | ----------------- | ------------------ | ------------ | -------------------------------------------------- | -------------------------------------------- |
| 28Cl           | 17                | 11                | 28,028 51(54)        |                 | p                 | 27S                | +1           |                                                    |                                              |
| 29Cl           | 17                | 12                | 29,014 11(21)        | <20 ns          | p                 | 28S                | +3/2         |                                                    |                                              |
| 30Cl           | 17                | 13                | 30,004 77(21)        | <30 ns          | p                 | 29S                | +3           |                                                    |                                              |
| 31Cl           | 17                | 14                | 30,992 41(5)         | 190(1) ms       | β+ (97,6 %)       | 31S                | +3/2         |                                                    |                                              |
| 31Cl           | 17                | 14                | 30,992 41(5)         | 190(1) ms       | β+, p (2,4 %)     | 30P                | +3/2         |                                                    |                                              |
| 32Cl           | 17                | 15                | 31,985 690(7)        | 298(1) ms       | β+ (99, 92 %)     | 32S                | +1           |                                                    |                                              |
| 32Cl           | 17                | 15                | 31,985 690(7)        | 298(1) ms       | β+, α (0,05 %)    | 28Si               | +1           |                                                    |                                              |
| 32Cl           | 17                | 15                | 31,985 690(7)        | 298(1) ms       | β+, p (0,03 %)    | 31P                | +1           |                                                    |                                              |
| 33Cl           | 17                | 16                | 32,977 451 9(5)      | 2,511(4) s      | β+                | 33S                | +3/2         |                                                    |                                              |
| 34Cl           | 17                | 17                | 33,973 762 82(19)    | 1,526 4(14) s   | β+                | 34S                | 0            |                                                    |                                              |
| 34mCl          | 146,4 keV         | 146,4 keV         | 146,4 keV            | 32,00(4) min    | β+ (55,4 %)       | 34S                | +3           |                                                    |                                              |
| 34mCl          | 146,4 keV         | 146,4 keV         | 146,4 keV            | 32,00(4) min    | IC (44,6 %)       | 34Cl               | +3           |                                                    |                                              |
| 35Cl           | 17                | 18                | 34,968 852 68(4)     | Stabilní        | Stabilní          | Stabilní           | +3/2         | 0,757 6(10)                                        | 0,756 44–0,759 23                            |
| 36Cl           | 17                | 19                | 35,968 306 98(8)     | 3,01(2)×105 r   | β− (98,1 %)       | 36Ar               | +2           | Stopy                                              | přibližně 7×10−13                            |
| 36Cl           | 17                | 19                | 35,968 306 98(8)     | 3,01(2)×105 r   | ε (1,9 %)         | 36S                | +2           | Stopy                                              | přibližně 7×10−13                            |
| 37Cl           | 17                | 20                | 36,965 902 59(5)     | Stabilní        | Stabilní          | Stabilní           | +3/2         | 0,242 4(10)                                        | 0,240 77–0,243 56                            |
| 38Cl           | 17                | 21                | 37,968 010 43(10)    | 37,24(5) min    | β−                | 38Ar               | -2           |                                                    |                                              |
| 38mCl          | 671,361(8) keV    | 671,361(8) keV    | 671,361(8) keV       | 715(3) ms       | IC                | 38Cl               | -5           |                                                    |                                              |
| 39Cl           | 17                | 22                | 38,968 008 2(19)     | 56,2(6) min     | β−                | 39Ar               | +3/2         |                                                    |                                              |
| 40Cl           | 17                | 23                | 39,970 42(3)         | 1,35(2) min     | β−                | 40Ar               | -2           |                                                    |                                              |
| 41Cl           | 17                | 24                | 40,970 68(7)         | 38,4(8) s       | β−                | 41Ar               | +1/2         |                                                    |                                              |
| 42Cl           | 17                | 25                | 41,973 25(15)        | 6,8(3) s        | β−                | 42Ar               |              |                                                    |                                              |
| 43Cl           | 17                | 26                | 42,974 05(17)        | 3,175(90) s     | β− (>99,9 %)      | 43Ar               | +3/2         |                                                    |                                              |
| 43Cl           | 17                | 26                | 42,974 05(17)        | 3,175(90) s     | β−, n (<0,1 %)    | 42Ar               | +3/2         |                                                    |                                              |
| 44Cl           | 17                | 27                | 43,978 28(12)        | 0,650(50) s     | β− (92 %)         | 44Ar               | -2           |                                                    |                                              |
| 44Cl           | 17                | 27                | 43,978 28(12)        | 0,650(50) s     | β−, n (8 %)       | 43Ar               | -2           |                                                    |                                              |
| 45Cl           | 17                | 28                | 44,980 29(13)        | 400(43) ms      | β− (76 %)         | 45Ar               | +1/2         |                                                    |                                              |
| 45Cl           | 17                | 28                | 44,980 29(13)        | 400(43) ms      | β−, n (24 %)      | 44Ar               | +1/2         |                                                    |                                              |
| 46Cl           | 17                | 29                | 45,984 21(77)        | 232(2) ms       | β−, n (60 %)      | 45Ar               |              |                                                    |                                              |
| 46Cl           | 17                | 29                | 45,984 21(77)        | 232(2) ms       | β− (40 %)         | 46Ar               |              |                                                    |                                              |
| 47Cl           | 17                | 30                | 46,988 71(64)        | 101(6) ms       | β− (97 %)         | 47Ar               | +3/2         |                                                    |                                              |
| 47Cl           | 17                | 30                | 46,988 71(64)        | 101(6) ms       | β−, n (3 %)       | 46Ar               | +3/2         |                                                    |                                              |
| 48Cl           | 17                | 31                | 47,994 95(75)        | >200 ns         | β−                | 48Ar               |              |                                                    |                                              |
| 49Cl           | 17                | 32                | 49,000 32(86)        | ≥170 ns         | β−                | 49Ar               | +3/2         |                                                    |                                              |
| 50Cl           | 17                | 33                | 50,007 84(97)        | >620 ns         | β−                | 50Ar               |              |                                                    |                                              |
| 51Cl           | 17                | 34                | 51,014 49(107)       | >200 ns         | β−                | 51Ar               | +3/2         |                                                    |                                              |